# Caren Jeß
 Caren Erdmuth Jeß (geboren 1985 in Eckernförde) ist eine deutsche Schriftstellerin.

## Beruflicher Werdegang
Caren Jeß studierte Deutsche Philologie und Neuere deutsche Literatur in Freiburg im Breisgau und Berlin. Als Dramatikerin trat sie das erste Mal 2017 in Erscheinung, als sie mit ihrem Stück Deine Mutter oder Der Schrei der Möwe den dritten Preis des Osnabrücker Dramatikerpreises belegte. Jeß lebt in Dresden.

## Werk
Jeß’ Stück Ave Joost befasst sich mit der Freundschaft zwischen dem 42-jährigen arbeitslosen Hausmeister Joost und der 14-jährigen Malin. Während Malin versucht, über einen Videoblog die Geschichte der Zwillinge Amalie und Amalia zu erzählen, entwickelt sich ein weiterer Handlungsstrang um Joost, Marcus und dessen Sohn Bastl, die sich in toxischer Männlichkeit üben, ohne eine echte Verbindung zueinander aufzubauen. Das Stück wurde 2024 am Staatstheater Nürnberg in der Regie von Branko Janack aufgeführt.

## Auszeichnungen
- 2017: Osnabrücker Dramatikerpreis, 3. Platz für Deine Mutter oder Der Schrei der Möwe[3]
- 2018: Münchner Förderpreis für deutschsprachige Dramatik, Gewinnerin des Residenzprogramms der Münchner Kammerspiele für Bookpink[4]
- 2018: Gewinnerin des taz-Publikumspreises im Rahmen des open mike für Die Ballade von Schloss Blutenburg[5]
- 2019: Nominierung für den Autor*innenpreis des 36. Heidelberger Stückemarkt für Bookpink[6]
- 2019: Nominierung für den Retzhofer Dramapreis 2019[7]
- 2020: Else-Lasker-Schüler Stückepreis 2020 für Der Popper[8][9]
- 2020: Nachwuchsautorin des Jahres in der Kritikerumfrage der Zeitschrift Theater heute für Bookpink[10]
- 2023: Mülheimer Dramatikpreis für Die Katze Eleonore[11]
- 2024: Friedrich-Hebbel-Preis[12]

## Dramen
- 2018: Bookpink[13]
- 2019: Der Popper[14]
- 2020: Knechte
- 2020: Eleos

## Hörspiele
- 2021: Bookpink, Hörfunkbearbeitung und Regie: Leonhard Koppelmann, Produktion: SWR, Ursendung am 1. Mai 2021.[15]